# Berliner Modell (Didaktik)
Das Berliner Modell (u. a. auch Berliner Schule der Didaktik oder lehr-lern-theoretische Didaktik) wurde von Paul Heimann (1901–1967) in Abgrenzung gegen die bildungstheoretische Didaktik Wolfgang Klafkis entwickelt. Unter dem Vorwurf, Klafki zeige in seiner geisteswissenschaftlich geprägten Didaktik „Stratosphärendenken“, entwarf er ein praktikables Entscheidungsmodell. Es soll dem Lehrenden ermöglichen, auf einer rein empirischen, zunächst wertfreien Basis seinen eigenen Unterricht theoretisch zu analysieren und so getroffene didaktische Entscheidungen transparent zu machen. Auch soll es Lehrern bei der Unterrichtsplanung helfen, möglichst viele den Unterricht beeinflussende Faktoren zu berücksichtigen bzw. überhaupt erst „in den Blick“ zu bekommen. Auf diese Weise soll gezieltes und geplantes Lehren und Lernen ermöglicht werden.

## Nähere begriffliche Eingrenzung

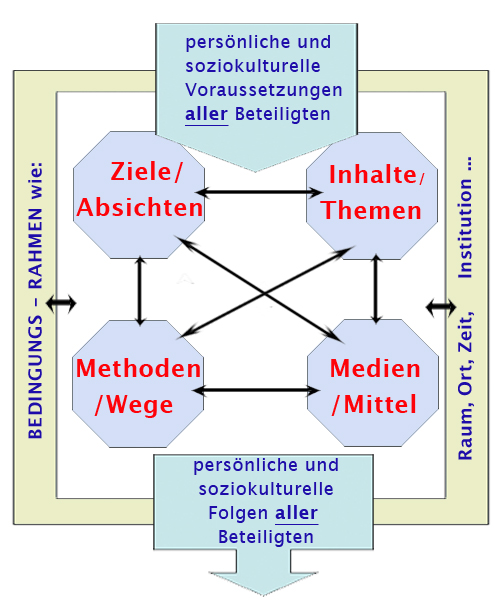
Berliner Modell

Das Berliner Modell wurde an der Pädagogischen Hochschule Berlin zunächst für Ausbildungszwecke und in Abkehr von der zur damaligen Zeit verbreiteten Praxis (Didaktische Analyse) und deren theoretischen Grundlagen (Bildungstheoretische Didaktik) konzipiert. Zudem erfolgte eine Loslösung von einer spezifischen Bildungsauffassung. Dies zeigte sich darin, dass nun alle möglichen Zielsetzungen im Fokus des Lehr-Lern-Prozesses standen und ein Wandel von einem inhaltsorientierten hin zu einem alle Unterrichtsdimensionen gleichermaßen berücksichtigenden didaktischen Handeln erfolgte. Dem Berliner Modell liegt die Auffassung zugrunde, dass der Unterricht über eine immer gleiche Grundstruktur verfügt, die formale Konstanz und inhaltliche Variabilität aufweist. Hierdurch ist es möglich, ein entsprechendes Raster zu bilden, welches sowohl zur Konstruktion als auch zur Analyse von Unterricht dienen kann. Dieses wurde aus der Praxis heraus entwickelt und setzt sich aus vier Entscheidungs- und zwei Bedingungsfeldern zusammen (siehe Abb. rechts).

## Das Modell

### Kurzbeschreibung und Zielsetzungen des Berliner Modells
Zu den zwei Bedingungsfeldern, die im Voraus zu beachten sind, zählen die soziokulturellen Voraussetzungen (z. B. Werte- und Normvorstellungen) sowie die anthropogenen Voraussetzungen (z. B. entwicklungspsychologisch bedingte Fähigkeiten und Verhaltensweisen) insbes. auf Seiten der Schüler (siehe Abb. rechts oben: beide Bedingungsfelder sind hier nicht als zwei Felder zu erkennen, sondern vielmehr in einem breiten blauen, nach unten zeigenden Pfeil zusammengefasst (→ modernisierte Darstellung des Berliner Modells)). Diese Bedingungen sind für die zu planende Unterrichtseinheit nicht beeinflussbar. Hierauf aufbauend trifft die Lehrperson Entscheidungen über die Gestaltung des Unterrichts, die in Form der vier Entscheidungsfelder im Strukturgefüge repräsentiert sind: Das Berliner Modell möchte helfen, unter Berücksichtigung der je unterschiedlichen Bedingungen und Situationen zu sinnvollen Entscheidungen über das „Warum“ (Ziele/Absichten), „Wohin“ (Methoden/Wege), „Was“ (Inhalte/Themen) und „Wie“ (Medien/Mittel) in einer Gruppe, die in einen Lehr-Lern-Prozess involviert ist, zu gelangen (siehe Abb. rechts). Es gibt Hilfen zur Analyse und Planung einzelner Schritte und zur nachträglichen Reflexion und Auswertung von Arbeitseinheiten oder Gruppenstunden.
Wie im Schaubild zu sehen (siehe Abb. rechts), bestehen zwischen den Bedingungs- und Entscheidungsfeldern wechselseitige Beziehungen, die in der Planung berücksichtigt werden müssen.

### Unterrichtsfaktoren, die in jedem Unterricht vorkommen – eine Detaillierung
Durch systematische Unterrichtsanalysen auf empirischer Basis stellte Heimann sogenannte „formale Konstanten“ (auch Kategorien) des Unterrichts fest, die zeitunabhängig in jedem Unterricht vorkommen. Die so ermittelten Unterrichtsfaktoren könnten bei der Planung von Unterricht als Richtschnur dienen. Heimann bestimmte sechs solcher Konstanten in zwei Feldern:
- zwei Bedingungsfaktoren (Bedingungsfelder)
  - anthropogene Voraussetzungen und
  - sozio-kulturelle Voraussetzungen für alle Beteiligten
- vier Entscheidungsfaktoren (Entscheidungsfelder)
  - Absichten/Ziele
  - Inhalte/Gegenstände
  - Methoden/Wege
  - Mittel/Medien

a) Bedingungsfaktoren:
Die anthropogenen Voraussetzungen der Teilnehmer
- Welchen Lernhintergrund haben die einzelnen Schüler?
- Welchen Entwicklungsstand haben die Einzelnen?
- Welche Einstellung/Motivation, Aufnahmebereitschaft?
- In welchem Lebensraum leben sie, und was ergibt sich daraus (Einstellungen, Fähigkeiten, Lernstile)?
- Vorerfahrung aller Beteiligten?
- Wie ist die Zusammensetzung der Gruppe, wer führt, hat Einfluss? Wie ist das Klima?
- Wie ist das Verhalten und die Beziehung der Teilnehmer und Lehrer untereinander (d. h. die der Mitglieder und die der Lehrkraft)?
- Welche Interessen haben sie vermutlich?

Die sozio-kulturellen Voraussetzungen aller Beteiligten
- Wo findet das Treffen statt?
- Welche räumlichen Bedingungen gibt es?
- Wie viel Zeit steht zur Verfügung?
- Was ist sonst noch unverändert vorgegeben?
- Wer hat von außen welche Einfluss- und Kontrollrechte? (z. B. Strom wird abgestellt)
- Wie alt sind sie, in welcher Entwicklungsstufe, Männer und/oder Frauen (Jungen/Mädchen)?
- Was erwarten die Einrichtung/Schule, die Eltern, die Gesellschaft?
- Welches Konzept liegt der Einrichtung/Schule zugrunde?

b) Entscheidungsfaktoren:
- Die Absichten und Ziele, die angestrebt werden:
  - Was möchte ich (möchten wir) erreichen? Worum geht es?
  - Woher kommen diese Ziele, wie begründen sie sich?
  - Wie „passen“ diese Ziele auf den Bedingungsrahmen, auf unser aller Voraussetzungen?
  - Sind diese Ziele denkbar, oder müssen sie im Blick auf Bedingungen und Voraussetzungen verändert werden?

- Die Inhalte/Gegenstände, um die es geht:
  - Um welche Inhalte geht es?
  - Wie genau müssen die Inhalte gefüllt werden (eingegrenzt/ausgeweitet), damit sie nicht an den Voraussetzungen der Beteiligten vorbeigehen?
  - Gibt es Widersprüche zum Bedingungsrahmen?

- Die Methoden sind der Weg, auf dem die Inhalte angegangen und die Ziele erreicht werden können.
  - „Wenn ich die Voraussetzungen der Beteiligten und den Bedingungsrahmen bedenke und mir die angestrebten Ziele und Inhalte vergegenwärtige, welche Ideen habe ich dann, wie ich dieses erreichen könnte?“
  - Welche Schritte finde ich?
  - Was könnte ich tun, sagen, anbieten? Wie den Inhalt aufbauen, strukturieren oder darbieten?
  - Müsste ich eventuell meine Zielstrebungen ändern, weil ich keinen Weg finde, wie ich sie erreichen kann; oder ändere ich meine Inhaltsentscheidungen oder den Bedingungsrahmen oder meine Voraussetzungen? (indem ich mir z. B. zu einer Sache mehr Informationen beschaffe)

- Die Mittel, die Medien, die ich brauche, wenn ich diesen Weg gehen will:
  - Habe ich diese Mittel/das Material, oder muss ich den Weg ändern, weil sie mir nicht zur Verfügung stehen? (Z. B. fehlt mir ein Projektor und ich wollte Bilder zeigen.)
  - Passen die Medien zu den Voraussetzungen der Teilnehmer, den Zielen, den Inhalten usw.?

### Zentrale Feststellungen
Die wichtigsten Feststellungen dieses Modells sind:
- Alle sechs Faktoren beziehen sich aufeinander. Unter ihnen herrscht strenge Interdependenz. Jeder Faktor muss im Blick auf den anderen betrachtet werden (Interdependenzannahme). (In der bildlichen Darstellung wird dies durch Pfeile ausgedrückt.)
- Dieses Modell betrachtet Planung (eines Treffens/einer Gruppenstunde) als ein System miteinander zusammenhängender Entscheidungen: In einem Element ist jeweils auch jedes andere mit enthalten, bzw. die Entscheidung in einem Feld hat Folgen für die Entscheidung in den anderen Feldern. „Wenn ich in einem Feld eine Entscheidung getroffen habe, muss ich deshalb alle anderen Entscheidungen durchdenken, ob sie im Zusammenspiel übereinstimmen“ (s. o.).
- Auch der Bedingungsrahmen muss bei Entscheidungen berücksichtigt werden, bzw. je nach Ziel „muss ich versuchen, den Bedingungsrahmen zu verändern“.
- Die Bedingungs- und Entscheidungsfaktoren sind hier in einer bestimmten Reihenfolge dargestellt. Bei der Planung braucht man aber nicht unbedingt in dieser Reihenfolge vorzugehen, weil alle Faktoren sich wechselseitig beeinflussen. Man kann grundsätzlich in jedem Feld beginnen und darauf die Entscheidung der anderen beziehen.
- Ist ein geplantes Treffen durchgeführt, dann ergeben sich Folgen oder Ergebnisse bei allen Beteiligten. Die Ziele wurden erreicht oder nicht erreicht, es hat sich etwas verändert oder es ist nichts geschehen. Diese Ergebnisfeststellung fließt ein in die Voraussetzungsüberlegung für das nächste Treffen.

## Fortentwicklung des Berliner Modells
Das Modell wurde von Wolfgang Schulz, einem ehemaligen Mitarbeiter Heimanns, in den 1980er Jahren zum Hamburger Modell weiterentwickelt. Aus dem Planungsmodell Heimanns wird ein Handlungsmodell für einen „emanzipatorisch-relevanten, professionell-pädagogischen Unterricht“. Schulz wendet sich von der rein deskriptiven Unterrichtsanalyse ab und entwickelt ein normatives Modell kritischen Unterrichts, der es den Schülern ermöglichen soll, sich von überflüssiger Herrschaft zu befreien und in größtmöglicher Selbstbestimmung zu handeln.
Ebenfalls auf dem Berliner Modell basiert Hans Furrers „Berner Modell“, welches er 2009 publizierte. Furrer legt den Fokus auf die Erwachsenenbildung und fordert für diese eine stark kompetenzorientierte Didaktik. Zur Analyse der einzelnen Bedingungsfelder und für die professionelle Gestaltung der Entscheidungsfelder integriert er verschiedene spezifische andere Modelle in sein eigenes. Darunter auch die didaktische Reduktion Wolfgang Klafkis.
Des Weiteren wurde das Modell für eine Kategorisierung der Forschung der Didaktik der Informatik unter dem Namen "Darmstädter Modell" adaptiert.